# ゆうだい21
ゆうだい21 は、日本のイネの品種名および銘柄名である。宇都宮大学農学部附属農場が育成した良食味・長稈・耐倒伏性の業務用早生多収米で、国立大学初の水稲新品種。名称は、宇都宮大学の「U」と「大」きな穂、「21」世紀の主役となることを願って付けられた。

## 概要
食味は、コシヒカリ並みの良食味。草丈、穂長は「こしひかり」より長いが、茎が固く太いため耐倒伏性は強い。 葉いもち・穂いもち病の圃場抵抗性は強い。また、暑さへの耐性があり、大粒なのが特徴。
- 品種登録番号: 第18779号（平成22年1月14日）

自転車ロードレースチームの宇都宮ブリッツェンは、宇都宮市城山地区の農家と連携して宇都宮ブリッツェンファームを組織し、ゆうだい21を栽培して「宇都宮ブリッツェン米」のブランドで販売している。

## 沿革
- 1990年（平成3年）- 宇都宮大学農学部前田忠信名誉教授[8]が、ハイブリッドライスの栽培試験圃場の中に、明らかに他と異なる形状の稲穂の株を発見[9]。この株から採種、選抜試験を開始。
- 2000年（平成12年）- 何度栽培しても同じ品種の米粒になる「固定」に成功[10]。
- 2001年（平成13年）- この株を増殖。
- 2007年（平成19年）- 農林水産省に水稲新品種として登録申請。
- 2010年（平成22年）- 1月14日、ゆうだい21(品種登録番号 第18779号)として登録。一般向けに種子販売を開始[11]。
- 2014年（平成26年）- 企業との包括連携協定や農水省の『新品種・新技術活用型産地育成支援事業』（地域コンソーシアム支援事業）が採択。「ゆうだい21推進協議会」が発足[12]。
- 2018年（平成30年）- 2月6日、宇都宮市が生産増へ支援を強化[13]。